# Assemblea (società per azioni)
L'assemblea dei soci è l'organo collegiale deliberativo della società per azioni (della società in accomandita per azioni) ed è formata dai soci (o da loro rappresentanti).
È l'organo in cui si forma e in cui si esprime la volontà sociale che poi viene attuata dall'organo amministrativo.
Essa dispone dei poteri attribuitile dalla legge e dallo statuto.

## Competenze
Le competenze assembleari sono divise tra quelle spettanti all'assemblea ordinaria e quelle tipiche dell'assemblea straordinaria.
L'assemblea dei soci può riunirsi in sede ordinaria o straordinaria (per brevità si usa l'espressione "assemblea ordinaria" e "assemblea straordinaria") a seconda delle materie che devono essere decise ed approvate (art. 2363 c.c.). L'assemblea è sempre la stessa (non si tratta cioè di due diverse assemblee). Solo differiscono le regole a seconda della modalità, ordinaria o straordinaria, in cui è convocata.
Quando un socio è una persona giuridica allora deve designare un suo rappresentante in assemblea: quasi sempre è un amministratore della società che detiene la quota in assemblea (o un direttore se il socio è ente pubblico).

### Competenze dell'assemblea ordinaria
Bisogna distinguere a seconda della presenza o meno del consiglio di sorveglianza, organo sociale reso possibile dalla riforma del 2003 e tipico del cosiddetto sistema dualistico.
Se la società ha adottato un modello tradizionale (o ordinario) oppure un modello monistico di gestione e controllo, e quindi in assenza del consiglio di sorveglianza, l'assemblea ordinaria ha le seguenti competenze (regolato dall'articolo 2364 c.c.) :
- Approva il bilancio.
- Nomina e revoca gli amministratori, nomina i sindaci e il presidente del collegio sindacale e, ove previsto, il soggetto a cui è demandato il controllo contabile.
- Determina il compenso degli amministratori e dei sindaci, ove non determinato dallo statuto.
- Delibera sull'azione di responsabilità contro amministratori e sindaci.
- Autorizza alcune azioni di gestione, se lo statuto lo prevede.
- Approva il regolamento assembleare.
- Delibera sugli altri oggetti ad essa riservati dalla legge.

Se la società ha adottato un modello dualistico (e quindi In presenza del consiglio di sorveglianza, ai sensi dell'art. 2364 bis c.c.), i poteri assembleari sono ridotti. L'assemblea, in questo caso ha le seguenti competenze:
- Nomina e revoca i consiglieri di sorveglianza;
- Determina il compenso dei consiglieri di sorveglianza, se non è determinato dallo statuto;
- Decidere sull'esercizio dell'azione di responsabilità nei confronti dei consiglieri di sorveglianza.
- Deliberare sulla distribuzione degli utili.
- Conferisce l'incarico di revisione legale dei conti.

L'approvazione del bilancio viene quindi trasferita al Consiglio di Sorveglianza.

### Competenze dell'assemblea straordinaria
La legge determina espressamente le competenze dell'assemblea straordinaria, le quali sono inderogabili e non dipendono dal modello di gestione e controllo adottate dalla società.
Essa in particolare delibera sulle seguenti materie:
- scelta di quali amministratori abbiano la rappresentanza societaria (art. 2365 c. 2 c.c.);
- nomina, sostituzione, revoca e determinazione dei poteri dei liquidatori (art. 2365 c. 1 c.c.);
- modificazioni dello statuto (art. 2365 c. 1 c.c.);
- Adeguamento dello statuto alle norme di legge (art. 2365 c. 2 c.c.);
- Trasferimento della sede sociale purché in ambito nazionale (art. 2365 c. 2 c.c.);
- Istituzione o soppressione di sedi secondarie (art. 2365 c. 2 c.c.);
- Aumento di capitale (art. 2443 c.c.);
- Decisione di non emettere certificati azionari (art. 5 RD 239/1942);
- Emissione di azioni a favore dei prestatori di lavori o di strumenti finanziari per i dipendenti delle società controllate (art. 2349 c. 2 c.c.);
- Emissione di obbligazioni convertibili (art. 2420 ter c.c.);
- Fusioni, scissioni e trasformazioni (art. 2365 c. 1 c.c.);
- Fusioni con società interamente possedute o possedute almeno al 90% (art. 2365 c. 2 c.c.).

## Convocazione
L'assemblea di una società per azioni viene convocata, in genere, dagli amministratori o dal consiglio di gestione (per le società con modello di gestione dualistico), tramite un avviso che deve contenere le modalità di svolgimento e l'ordine del giorno (art. 2366 c.c.). Nelle società quotate, il potere di convocazione spetta anche ai sindaci.
In via generale, la convocazione dell'assemblea è frutto di una libera scelta degli organi sociali. Non mancano, però, casi in cui la legge stessa rende obbligatorio tale atto.
I principali sono:
- L'assemblea ordinaria deve essere convocata almeno una volta all'anno, nel termine statutario non superiore a centoventi giorni dalla chiusura dell'esercizio sociale. Lo statuto può prorogare detto termine a centottanta giorni, nel caso la società debba redigere un bilancio consolidato, ovvero quando lo richiedano particolari ragioni relative alla struttura o all'oggetto della società (art. 2364 c.c., comma secondo). Questa assemblea deve almeno deliberare sul bilancio.
- Quando la convocazione sia richiesta da tanti soci rappresentanti almeno il 10 % del capitale sociale (art. 2367 c.c.; prima della riforma, per le società non quotate, era necessaria la richiesta di 1/5 del capitale).
- Quando la prima convocazione non raggiunga il quorum costitutivo. In questo caso, se nell'avviso non era stata indicata la data della seconda convocazione, l'assemblea deve essere riconvocata entro trenta giorni.

Quando la convocazione non sia stata effettuata ai sensi della legge o dello statuto o sia mancata del tutto, l'assemblea è parimenti costituita regolarmente se è rappresentato (personalmente o per delega) l'intero capitale sociale ed è presente personalmente la maggioranza degli organi amministrativi e di controllo (art. 2366 c.c., quarto comma). Tale assemblea viene definita totalitaria. Si richiede, comunque, che sia data tempestiva comunicazione delle deliberazioni assunte ai componenti degli organi amministrativi e di controllo risultati assenti (art. 2366 c.c., quinto comma).
L'avviso di convocazione deve anche contenere l'ordine del giorno dell'assemblea così che i soci possano prepararsi sugli argomenti della deliberazione.
Le società quotate in Italia, gli emittenti azioni o strumenti finanziari sono tenuti a pubblicizzare la relazione sulla remunerazione in merito ai piani di compensi basati su strumenti 
finanziari, deliberati a beneficio di dirigenti apicali della società e amministratori, anche delle società controllanti e controllate.

### Relazione sulla remunerazione e piani di compensi
Le società quotate di diritto italiano, quotate in Italia o in un altro mercato regolamentato dell'Unione Europea, devono pubblicizzare la relazione sulla remunerazione, ventuno giorni prima dell'Assemblea degli Azionisti ordinaria.

La relazione indica le eventuali partecipazioni detenute nella società quotate e loro controllate da parte di componenti del cda e degli organi di controllo, di dirigenti apicali e loro congiunti, direttamente o indirettamente (per tramite di interposta persona, società controllate o fiduciarie).
Un simile obbligo di comunicazione è anche previsto per gli emittenti azioni e strumenti finanziari, con sede in Italia. L'obbligo riguarda i piani di compensi attribuiti in forma di strumenti finanziari (es. stock option) a favore di componenti del Consiglio di Amministrazione o di Gestione, di dipendenti o collaboratori.

## Procedimento assembleare

### Presidente dell'assemblea
Il presidente dell'assemblea dei soci può essere designato per statuto oppure può essere eletto dai soci in assemblea.
Il suo ruolo è quello di moderare l'assemblea e di controllare la regolarità dei lavori assembleari.

### Rappresentanza in assemblea
Gli azionisti hanno il diritto di farsi rappresentare da qualcun altro in presenza di una procura scritta.
- La procura scritta deve essere concessa per singole assemblee (in società quotate) salvo si tratti di procura generale o di persona giuridica.
- I documenti relativi alla procura devono essere conservati presso la sede della società.
- Vige il divieto di delega in bianco per il rappresentante.
- Un unico rappresentante può avere la procura di rappresentare non più di 20 soci (in precedenza 10), anche se nelle società quotate questo limite può aumentare.
- La rappresentanza in assemblea non è concessa ad amministratori, sindaci revisori ed altri dipendenti della società.
- Per gli enti, la procura può essere data solo a dipendenti o collaboratori.

### Deliberazioni in assemblea
Le deliberazioni vengono riportate nel verbale dell'assemblea. Esse vincolano tutti i soci, anche se assenti oppure dissenzienti.
Questi ultimi hanno diritto di recesso (con un preavviso di 180 giorni ed entro 15 giorni dall'iscrizione della deliberazione) se la delibera rientra nei seguenti casi:
- Modifica dell'oggetto sociale
- Trasformazione società
- Trasferimento sede sociale all'estero
- Eliminazione o aumento delle cause di recesso
- Revoca dello stato di liquidazione
- Modifica dei criteri di valutazione del valore delle azioni
- Modifica dello statuto corrente per quanto riguarda diritti di voto e partecipazione
- Proroga del termine della società
- Modifiche nei vincoli di circolazione dei titoli

### Invalidità delle deliberazioni
1. Nullità: L'azione di nullità può essere proposta da chiunque ne abbia interesse nei casi in cui: vi sia stata una mancata convocazione, un mancato verbale, oppure nel caso in cui l'oggetto della deliberazione sia illecito o impossibile da raggiungere. Il termine di prescrizione è di tre anni.
2. Annullabilità: L'azione di annullabilità può essere proposta solo da soci, amministratori o sindaci revisori, contro tutte quelle deliberazioni non in conformità con l'atto costitutivo o con la legge. Il termine di prescrizione è di novanta giorni. La domanda di impugnazione deve essere presentata, anche congiuntamente, dai soci rappresentanti di almeno l'1 per mille del capitale sociale (per le società quotate) e il 5 % per le altre.

La deliberazione non può essere annullata (ai sensi del comma 5 art.2377 Codice Civile): 1) per la partecipazione all'assemblea di persone non legittimate, salvo che la loro presenza sia stata determinante ai fini del raggiungumento dei quorum costitutivi; 2) per l'invalidità dei singoli voti o per il loro errato conteggio, salvo che il voto invalido o l'errore siano stati determinanti; 3) per incompletezza o inesattezza del verbale, salvo che impediscano l'accertamento del contenuto, degli effetti e della validità della deliberazione; 4) convocazione irregolare dell'assemblea; 5) violazione del principio di buona fede e del principio di pari trattamento tra i soci.

## Quorum costitutivi e deliberativi
L'assemblea ordinaria in prima convocazione è regolarmente costituita con la presenza di almeno la metà del capitale sociale e delibera a maggioranza assoluta. In seconda convocazione non è previsto un quorum costitutivo e l'assemblea delibera a maggioranza assoluta delle azioni dei votanti.
Riguardo all'assemblea straordinaria:
- Nelle società chiuse
  - in prima convocazione, non è previsto esplicitamente un quorum costitutivo. L'assemblea delibera con il voto favorevole di oltre la metà del capitale sociale (non solo del capitale intervenuto in assemblea). È quindi necessario che gli azionisti intervenuti rappresentino almeno tale quota.
  - in seconda convocazione, l'assemblea è regolarmente costituita con la partecipazione di oltre 1/3 del capitale sociale e delibera con il voto favorevole dei due terzi del capitale rappresentato in assemblea (in certe materie, il voto favorevole deve superare il terzo del capitale sociale).
- Nelle società che fanno ricorso al mercato del capitale di rischio (cosiddette aperte, comprese quelle quotate in Borsa), l'assemblea è regolarmente costituita
  - in prima convocazione con la presenza di almeno la metà del capitale sociale
  - in seconda convocazione con oltre 1/3 del capitale sociale.
  - in terza convocazione con almeno 1/5 del capitale sociale.

In tutti i casi, l'assemblea ordinaria delibera con il quorum del 50%+1 del capitale rappresentato in assemblea, mentre l'assemblea straordinaria delibera con maggioranza dei 2/3.
Lo statuto può prevedere ulteriori convocazioni dell'assemblea, sia ordinaria che straordinaria. In questo caso, si applicheranno i quorum della seconda convocazione, tranne che nell'assemblea straordinaria delle società aperte, il cui quorum costitutivo dalla terza convocazione in poi viene fissato a 1/5 del capitale sociale, come s'è appena visto.

## Intervento e voto
Hanno diritto di intervenire in assemblea gli azionisti cui spetta il diritto di voto (art. 2370 c.c.).
L'espressione non indica tutti i soci e non esclude soggetti che non abbiano la qualifica di socio. Infatti, secondo l'articolo 2352 c.c., in caso di pegno e di usufrutto delle azioni, il diritto di voto spetta, salvo patto contrario, al creditore pignoratizio o all'usufruttuario. Sempre lo stesso articolo dispone che il custode delle azioni sequestrate eserciti il diritto di voto ad esse collegato.
Inoltre, lo statuto sociale può prevedere la creazione di azioni senza diritto di voto, oppure con diritto di voto limitato a particolari argomenti o al verificarsi di particolari condizioni, non meramente potestative. Per l'azionista a voto limitato torna ad applicarsi il disposto dell'art. 2370 c.c., nel senso che avrà diritto di intervenire solo alle assemblee in cui gli sia riconosciuto il diritto di voto.